# Bert Paige

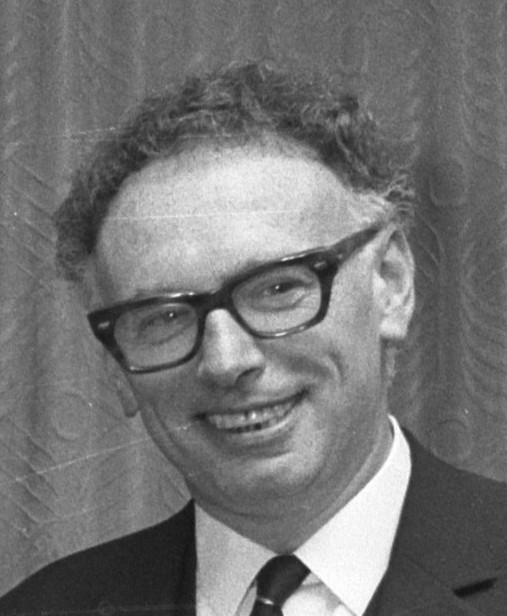
Bert Paige (1971).

Bert Paige, echte naam Albert Lepage, (Gent, 15 oktober 1920 – Laren (Noord-Holland) (Nederland), 9 oktober 1987) was een Vlaams orkestleider en arrangeur, die voornamelijk werkzaam was in Nederland.
Zijn muzikale opleiding kreeg hij aan het Conservatorium van Gent. Hij kreeg daar onderwijs in harmonieleer, contrapunt, orkestratie en trompet. Tijdens de oorlogsjaren speelde hij in Daskalidès' band The Blues Swingers. Hij kwam in 1943 als trompettist in dienst bij orkestleider Robert de Kers. Van daaruit vertrok hij naar de Nederlandse The Ramblers (1950-1957). Daarna werd hij arrangeur bij Dureco.
Paige begeleidde en arrangeerde vanaf het einde van de jaren 50 en begin jaren zestig tal van Nederlandse artiesten, meest artiesten bij platenlabel Phonogram en haar sublabels. Onder meer Wim Sonneveld ("Het dorp"), Conny Vandenbos, Jules de Corte, Boudewijn de Groot, Ramses Shaffy, Liesbeth List en Saskia en Serge maakten gebruik van zijn diensten. In die jaren was hij ook veelal arrangeur van songfestivalliedjes waaronder ook van de winnaars 'n Beetje van Teddy Scholten en De troubadour van Lenny Kuhr. Hij was vaste gast bij een aantal televisieprogramma’s van de VARA (Showboat en Met de muziek mee) en AVRO. Bij die laatste omroep had hij een eigen tv-orkest. Hij heeft regelmatig arrangementen voor het Metropole Orkest geschreven. Zijn eigen muziek was soms te horen bij hoorspelen. In totaal zijn er ongeveer 2200 arrangementen/composities van hem bekend, de meeste geschreven voor het Metropole Orkest. Het probleem bij veel arrangementen is echter dat deze niet meer als partituren bestaan.
In 1971 werd hij onderscheiden met de Gouden Harp van Conamus.
- Biblioteca Nacional de España: XX1460965
- Library of Congress Control Number: nb2004037251
- MusicBrainz: 2961ea31-5f19-4d66-8b74-918c72dcb493
- Nationale Bibliotheek van Israël: 987007315775805171
- Nederlandse Thesaurus van Auteursnamen: 073684716
- Virtual International Authority File: 87201082
- WorldCat: E39PBJrKKKR87Xvt4Ggq4DPqQq